# Organza

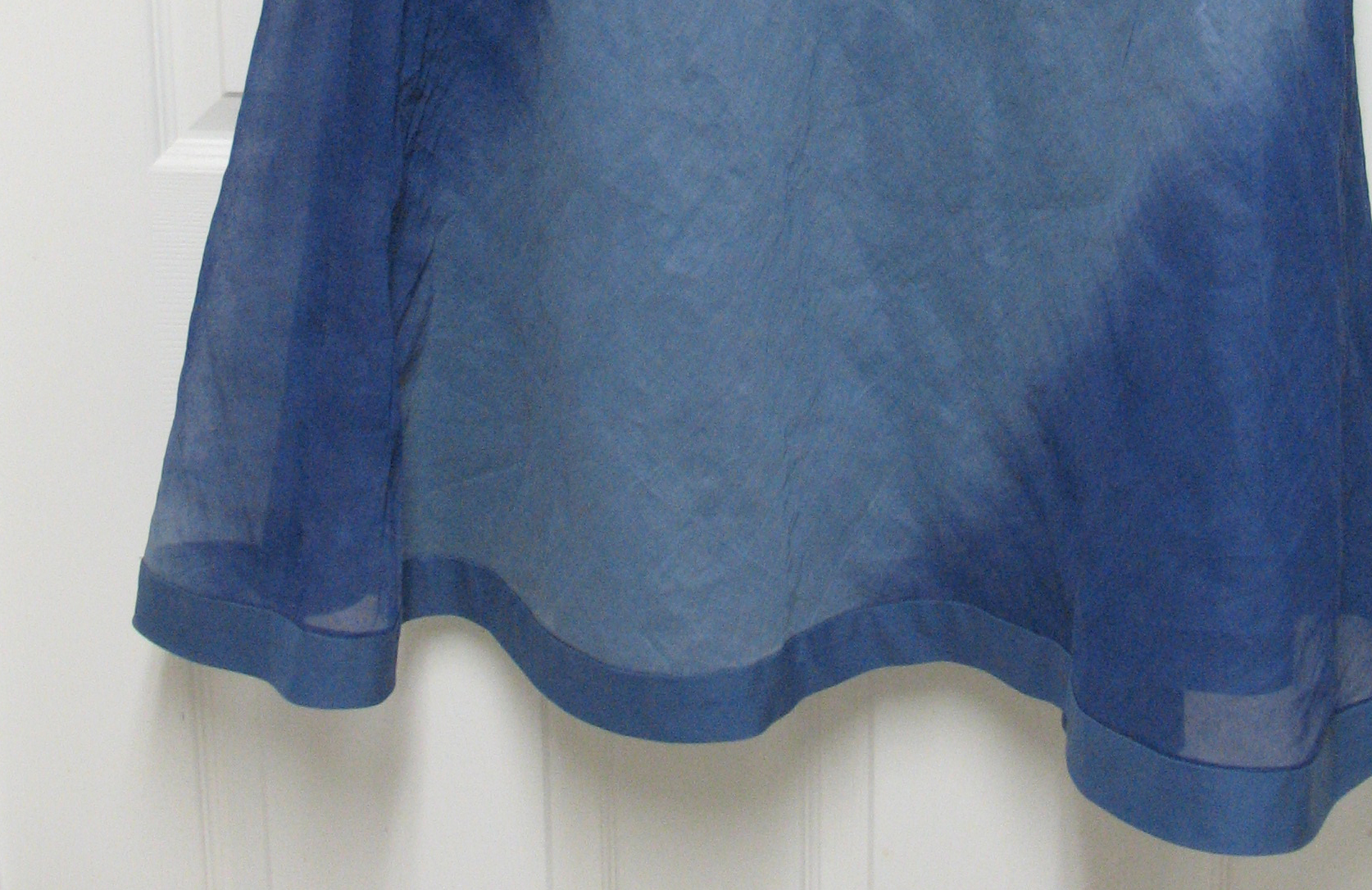
Falda hecha de organza

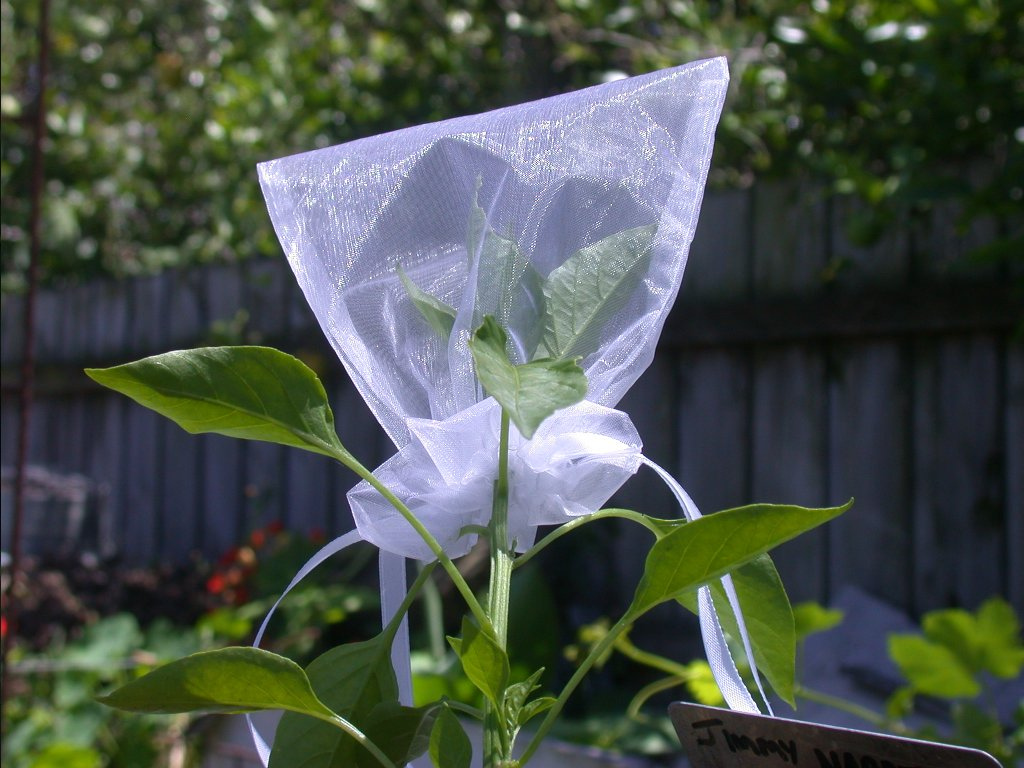
Bolsa de organza protegiendo una planta.

La Organza es un tejido liso, transparente de tela delgada, hecha tradicionalmente de seda. Muchas organzas modernas se tejen con fibras sintéticas como poliéster o nailon. La organza de seda se teje en varias fábricas a lo largo del río Yangtze y en la provincia de Zhejiang en China. En la zona de Bangalore de la India se teje una organza de seda más tosca. También se tejen organzas de seda de lujo en Francia e Italia. La Organza se distingue por su tacto fino, rigidez en relación con el peso y textura superficial resbaladiza. 

## Etimología
El término puede derivar del francés organsin, en última instancia de la ciudad de Asia Central de Urgench, el punto medio de la Ruta de la Seda del Norte.

## Usos
La Organza se utiliza para ropa nupcial y ropa de noche. En ocasiones, se utiliza como elemento estructural oculto. A partir de la década de 1980, las tendencias cambiaron y la «organza» comenzó a verse más utilizada en la ropa del día a día. En el mercado de interiores se utiliza para efectos en dormitorios y entre habitaciones. Las telas de organza de doble ancho en viscosa y acetato se utilizan como cortinas transparentes.